# Hellraiser: Bloodline
Hellraiser IV: Bloodline (también conocida como Hellraiser IV: Bloodline Story) es una película estadounidense de terror de 1996 dirigida por Alan Smithee (Kevin Yagher) y Joe Chappelle (sin créditos en la película). Es la cuarta entrega de la serie de películas iniciada por el filme Hellraiser y fue la última parte de la saga en ser lanzada en cines, estrenándose el 8 de marzo de 1996.

## Trama
Al iniciar la historia, en el año 2127, se ve a un científico, el Dr. Paul Merchant, intentar abrir mediante un robot La Configuración del Lamento en una estación espacial llamada Minos que acaba de construir. Instantes después de lograr descifrarla, una fuerza misteriosa destruye al robot y Pinhead aparece brevemente. En ese momento, unos soldados que acaban de desembarcar en la estación lo relevan del mando ya que se ha apoderado de ella sin autorización del ejército, que la había encargado para estudiar un fenómeno luminoso muy extraño que ocurriría en el Sol dentro de algunas horas.
El científico les relata la historia de la caja, hablándoles de "el mejor juguetero", el ancestro de su familia, Philippe L'Merchant, que en la Francia de finales del Siglo XVIII creó un juguete, una caja rompecabezas, por encargo de un aristócrata. Espiando, L'Merchant pudo ver como el duque De L'Isle, su benefactor, se reveló como un Mago negro y junto a su asistente sacrificaban una campesina sin bautizar llamada Angelique y utilizaban la caja para encerrar en su cuerpo un demonio. Como consecuencia, a partir de ese momento el juguete se transformó en una suerte de puerta de entrada al infierno para quien pudiera desentrañar su mecanismo.
Arrepentido por su involuntaria participación, L'Merchant intenta crear una herramienta que elimine el peligro de los demonios y el cubo, diseñando así los planos de La Configuración de Elysium, pero si bien tiene éxito a nivel teórico, en la práctica el artefacto necesita canalizar y almacenar una luz de tal pureza que le es imposible fabricarla. Viendo frustrada esa oportunidad decide robar la caja, pero se encuentra con que la cenobita (Angelique) y el asistente de De L'Isle, Jaques, lo habían traicionado matándolo y quitándole la caja, la cual ata a Angelique a Jaques, obligándola a servirlo y darle vida eterna. Juntos asesinan a L'Merchant y continúan viviendo durante 200 años.
El relato pasa a finales del Siglo XX. Angelique finge ser una persona normal junto a Jaques hasta el día cuando descubre la existencia de un descendiente del linaje de los L'Merchant, John Merchant, de extraordinario parecido físico y con una profesión muy similar a la del juguetero ya que es arquitecto. Ella le dice a Jaques que deben ir a los EE. UU. a conocerlo, pero él se niega, violando la única regla inquebrantable para tratar con los Cenobitas: no ir en contra de la voluntad de la caja y el infierno. Angelique castiga a Jaques matándolo y viaja a América para ver al descendiente del "juguetero", quien resulta ser también el creador del edificio en cuyos cimientos Joey Summerskill sepultara la caja tras derrotar a Pinhead. El edificio está adornado con las filigranas del cubo y su salón principal posee la forma del artefacto que fue diseñado por L'Merchant para destruirlos, con un juego de rayos láser que simulan el poder del artefacto, ya que los diseños "están en la sangre" del arquitecto. Y no sólo eso es parte de su vida: el arquitecto ha tenido pesadillas donde Angelique le arranca el corazón y en su familia existe la leyenda de que sus miembros están destinados a lograr algo muy importante para la humanidad.
Al ver a Angelique el arquitecto escapa, inquieto por su presencia y ésta seduce a una persona que la lleva al sótano del edificio, donde desentierra la caja y lo obliga a abrirla. De ella sale Pinhead junto a la Chatter Beast, quienes asesinan a la víctima de Angelique y luego descubren imágenes en el edificio que revelan que toda la estructura es una puerta en estado latente lista para abrirse y dejar salir a todo el mundo Cenobita, aunque para ello es necesario que sea Merchant quien la abra. Angelique lo seduce durante un tiempo, pero Pinhead muestra poca paciencia ante los planes de Angelique, lo que despierta conflictos entre ambos debido a que ella se niega a abandonar su estilo de vida y belleza humana. Pinhead, como desahogo y mensaje/amenaza para Angelique, crea un Cenobita uniendo de forma increíblemente dolorosa a dos gemelos que eran guardias de seguridad del edificio y luego secuestra a la familia del arquitecto para forzarlo a trabajar para ellos.
John no acepta y ayuda a escapar a su esposa e hijo, provocando la ira de Pinhead. Mientras huye descubre que Angelique ha atrapado a su hijo y le amenaza para que utilice su prototipo de la máquina de luz para destruir a Pinhead. John activa el artefacto al presentase el cenobita y lo atrapa dentro, pero la luz de los lasers que emplea no es lo suficientemente pura para destruirlo y Pinhead, furioso, atraviesa la garganta del arquitecto y lo decapita. 
Bobbi, la esposa de John, logra derrotar al Chaterer Beast al aprender a usar la caja y se presenta ante los cenobitas, logrando enviar a Pinhead y Angelique a su dimensión por medio del artefacto, quedando como únicos testigos del hecho ella y su hijo, quienes a partir de ese momento se encargarían de perpetuar la línea de sangre y la misión de buscar una oportunidad para redimir la creación de la caja por medio de la destrucción de los cenobitas.
El doctor Merchant termina de relatar su historia y es rápidamente tachado de loco por los oficiales, quienes al revisar la estación terminan cayendo uno por uno frente a los Cenobitas que el robot liberó. Pinhead es uno de ellos, secundado por Angelique, los gemelos fusionados y el Chaterer Beast. Finalmente Merchant confronta a Pinhead, quien intenta asesinarlo, descubriendo que es sólo un holograma proyectado por Merchant, que escapó junto a Rimmer, la única oficial que sobrevive, hacia la Tierra. Justo al comenzar el fenómeno solar la estación comienza a cambiar, transformándose en una versión gigantesca del artefacto diseñado por el juguetero L'Merchant para contrarrestar el poder de la caja y destruir a los cenobitas, el cual finalmente funciona utilizando el poder del fenómeno solar. La base espacial explota y el poder de la luz destruye a Pinhead y los Cenobitas. Para asegurarse por completo de que esto sea así, Merchant desecha la caja en medio del espacio.

## Reparto
- Doug Bradley como Pinhead.
- Bruce Ramsay como Philippe "El Juguetero" Lemarchand/John Merchant/Doctor Paul Merchant.
- Valentina Vargas como Angelique/La campesina.
- Kim Myers como Bobbi Merchant.
- Adam Scott como Jacques.
- Christine Harnos como Rimmer.
- Charlotte Chatton como Genevieve Lemarchand.
- Mickey Cottrell como el duque De L'Isle.
- Jody St. Michael como Chatterer Beast.
- Courtland Mead como Jack Merchant.